# Jérôme Coppel
Jérôme Coppel (Annemasse, Alta Savoia, Roine-Alps, 6 d'agost de 1986) és un ciclista francès, professional des del 2008 fins al 2016.
Com a ciclista amateur aconseguí nombrosos triomfs, entre ells quatre campionats nacionals i una medalla de bronze al Campionat del Món de contrarellotge sots 23, el 2006.
Com a professional destaca la seva victòria a la Ruta Adélie de Vitré de 2009 i el Roine-Alps Isera Tour de 2010. El 2011 acabà segon en la classificació general i en una etapa de la Volta a Múrcia, per darrere Alberto Contador. El 2012 aconseguí la seva principal victòria en una cursa per etapes, en guanyar l'Étoile de Bessèges, èxit que repetiria el 2016.
El 2015 es proclamà campió nacional en contrarellotge.

## Palmarès
- 2004
  -  Campió de França de contrarellotge júnior
- 2006
  -  Campió de França de contrarellotge sub-23
  - Vencedor d'una etapa del Tour del País de Savoia
- 2007
  -  Campió de França en ruta sub-23
  -  Campió de França de contrarellotge sub-23
  - 1r al Circuit de les Ardenes
- 2009
  - 1r a la Ruta Adélie de Vitré
- 2010
  - 1r al Roine-Alps Isera Tour i vencedor d'una etapa
  - 1r al Tour del Doubs
  - 1r al Tour de Gévaudan i vencedor d'una etapa
- 2011
  - 1r a la Volta a Múrcia i vencedor d'una etapa[1]
  - Vencedor de la classificació dels joves del Critèrium del Dauphiné
- 2012
  - 1r a l'Étoile de Bessèges i vencedor d'una etapa
  - 1r al Tour del Doubs
- 2015
  -  Campió de França de contrarellotge
  -  Medalla de bronze al Campionat del Món de contrarellotge
- 2016
  - 1r de l'Étoile de Bessèges i vencedor d'una etapa

### Resultats al Tour de França
- 2009. Abandona (12a etapa)
- 2011. 14è de la classificació general
- 2012. 21è de la classificació general
- 2013. 63è de la classificació general
- 2015. Abandona (17a etapa)
- 2016. 75è de la classificació general

### Resultats a la Volta a Espanya
- 2013. 40è de la classificació general
- 2014. 31è de la classificació general
- 2015. No surt (20a etapa)